# Assemblea Nacional del Poder Popular de Cuba
L'Assemblea Nacional del Poder Popular (ANPP) és el poder legislatiu de la República de Cuba. D'acord amb la Constitució cubana de 1976, li corresponen les facultats legislatives i constituents de la Nació. Està integrat per diputats electes per 5 anys reelegibles, representant els 168 municipis. Compta amb 612 diputats des de l'última elecció general celebrada en 2013, la qual cosa correspon a la Vuitena Legislatura.
En l'actualitat el seu president és Esteban Lazo Hernández i el seu vicepresident és Ana María Mari Machado.
L'Assemblea sesiona de forma ordinària en dos períodes anuals (en finalitzar cada semestre) per un terme de dos o tres dies per sessió. Abans de cada període de sessions, es reuneixen les seves comissions permanents. Totes les resolucions de l'Assemblea Nacional han estat aprovades des de la seva fundació per unanimitat.
El procés d'elecció dels diputats ho inicien els Comitès de Defensa de la Revolució (CDR), els que convoquen a les Comissions de Nominació de candidats mitjançant una boleta individual que ha de lliurar-se com a comprovació de l'assistència. Els candidats escollits prèviament pels denominats "factors" del barri, com són la Central de Treballadors de Cuba i altres organitzacions com la Federació de Dones Cubanes, la Unió de Joves Comunistes, la Federació Estudiantil Universitària, l'Associació Nacional d'Agricultors Petits, la Unió Nacional d'Escriptors i Artistes de Cuba.
Els candidats nomenats per les Comissions de Nominació són considerats per les Assemblees del Poder Popular respectives, que les aproven mitjançant votació a mà alçada. Una vegada aprovades les candidatures, aquestes són incloses en un projecte que presenta la Comissió de Candidatures Nacional al Consell d'Estat. Les llistes resultants són posades a l'aprovació de la població per vot directe i secret. Cal majoria absoluta per a ser elegit, en cas contrari s'efectua una segona volta entre els candidats amb les dues primeres majories.
Li correspon designar, a proposta del President del Consell d'Estat, els integrants del Consell de Ministres. Així mateix compleix les labors de revisió, quan revocar els decrets llei i decrets que emeti el Consell d'Estat que contradiguin la Constitució i les lleis. Revocar o modificar els acords i decrets de les assemblees populars locals i provincials que contradiguin les Constitució i les lleis. D'entre els integrants de l'Assemblea es tria el Consell d'Estat, el qual és responsable davant l'Assemblea.
Se subordinen també a l'Assemblea Nacional com a òrgans estatals el Tribunal Suprem Popular, la Fiscalia General de la República i la Contraloría General de la República. L'Assemblea tria als màxims representants d'aquests òrgans, els que rendeixen compte a aquesta de la seva activitat.

## Mesa de l'Assemblea Nacional (Presidència)
I Legislatura (1976-1981)
- President: Blas Roca Calderío
- Vicepresident: Raúl Rosegui
- Secretari: José Arañaburu García

II Legislatura (1981-1986)
- President: Flavio Bravo Pardo
- Vicepresident: Jorge Lezcano Pérez
- Secretari: José Arañaburu García

III Legislatura (1986-1993)
- Presidents: Flavio Bravo Pardo (1986 - mort en 1987); Sever Aguirre del Crist (1987 - mort en 1990); Juan Escalona Regueró (1990-1993)
- Vicepresidents: Sever Aguirre del Crist (1986 - mort en 1990); Zoila Benitez de Mendoza (1990-1993)
- Secretari: Ernesto Suárez Méndez

IV Legislatura (1993-1998)
- President: Ricardo Alarcón de Quesada
- Vicepresident: Jaime Crombet Hernández-Baquero
- Secretari: Ernesto Suárez Méndez

V Legislatura (1998-2003)
- President: Ricardo Alarcón de Quesada
- Vicepresident: Jaime Crombet Hernández-Baquero
- Secretari: Ernesto Suárez Méndez

VI Legislatura (2003-2008)
- President: Ricardo Alarcón de Quesada
- Vicepresident: Jaime Crombet Hernández-Baquero
- Secretari: Ernesto Suárez Méndez

VII Legislatura (2008-2013)
- President: Ricardo Alarcón de Quesada
- Vicepresidents: Jaime Crombet Hernández-Baquero (2008-2012); Ana María Marí Machado (2012-2013)
- Secretari: Miriam Brito Saroca

VIII Legislatura (2013-2018)
- President: Esteban Lazo Hernández
- Vicepresidents: Ana María Marí Machado
- Secretari: Miriam Brito Saroca

IX Legislatura (2018-2024)
- President: Esteban Lazo Hernández
- Vicepresidents: Ana María Marí Machado
- Secretari: Miriam Brito Saroca